# 阿布雷烏斯
阿布雷烏斯是古巴的城市，位於該國中部，由西恩富戈斯省負責管轄，始建於1840年，面積564平方公里，海拔高度60米，2004年人口30,330，人口密度為每平方公里53.8人。